# السنی کامارا (بازیکن فوتبال، زاده ۱۹۹۶)
السنی کامارا (انگلیسی: Alsény Camara؛ زادهٔ ۱ ژوئن ۱۹۹۶) بازیکن فوتبال اهل گینه است.
وی همچنین در تیم ملی فوتبال گینه بازی کرده است.